# Guiv'at Ze'ev
Guiv'at Ze'ev (en hebreu: גבעת זאב) (en català: "el pujol del llop") és un assentament israelià de l'Àrea de Judea i Samaria, situat a la zona de Benjamí (בינימין, Binyamín), subzona de la Judea, als territoris disputats entre Israel i l'Autoritat Nacional Palestina, a uns 7 quilòmetres al nord-oest de la capital d'Israel, Jerusalem, i a uns 3 quilòmetres al sud-oest de la ciutat palestina de Ramallah. El seu emplaçament es correspon amb el de Guiv'ón bíblic (Josue 21:17:Josué 21:17). La seva jurisdicció abasta prop d'un quilòmetre quadrat de superfície.
Originàriament destinada a anomenar-se Kiryat Guiv'ón (קרית גבעון, "la vila de Guiv'ón"), amb base en les seves arrels històriques, el seu nom actual i definitiu li va ser atorgat per expresso comanda de Menajem Beguin, en aquell temps primer ministre d'Israel, en homenatge a Ze'ev Jabotinsky, un dels precursors del corrent del Sionisme Revisionista, i pare espiritual del partit nacionalista Likkud, en complir-se en 1980 cent anys del seu natalici. La seva autonomia del departament de Mate Binyamín que li circumda, li va ser atorgada l'any 1984.
Segons l'Oficina Central d'Estadístiques d'Israel, la seva població a finalitats de 2005 va arribar a 10.700 habitants.
Conforma part del "Gran Jerusalem", que Israel aspira, per raons històriques i geogràfiques, a conservar sota la seva sobirania àdhuc després d'aconseguit un tractat de pau amb els palestins.